# Milovan Mirosevic
Milovan Petar Mirosevic Albornoz (Santiago, Chile, 20 de junio de 1980) es un exfutbolista chileno de ascendencia croata-yugoslava. Jugaba de mediocampista y su último club fue la Universidad Católica de la Primera División de Chile.
Fue internacional por la Selección de fútbol de Chile entre los años 2001 y 2011.

## Trayectoria
Desde pequeño, Milovan mostró su dotes con los pies. Con su colegio, el Saint Gabriel´s School de Santiago, obtuvo diversos campeonatos colegiales de la Asociación de Colegios Británicos de Chile (ABSCH). 

### Universidad Católica
Debutó en la Primera División de Chile en el Torneo Clausura 1997, en una fecha que se disputó con juveniles ante el paro de los futbolistas profesionales del SIFUP. Fue un partido en que la Universidad Católica goleó a Colo-Colo 4 a 1, en San Carlos de Apoquindo. Durante la temporada 2000, se convierte en un asiduo jugador titular del conjunto de la franja, obteniendo el título nacional de liga el año 2002 como una de las piezas claves del conjunto dirigido por Juvenal Olmos.

### Racing Club de Avellaneda
En 2003 pasó a las filas del Racing Club de Avellaneda, donde se consolidó como titular en algunas temporadas, hasta que los sucesivos cambios de entrenador y crisis por las que pasó el club académico mermaron sus posibilidades de jugar. 

### Beitar Jerusalén y Argentinos Juniors
A mediados de 2006 fue cedido al club de Israel Beitar Jerusalén, donde sería pieza clave para su equipo en la obtención de la liga de ese país, jugando 32 partidos y marcando 5 goles.
El primer semestre de 2008 jugó en Argentinos Juniors. En el segundo semestre del mismo año se convirtió en el tercer refuerzo de Universidad Católica.

### Segunda etapa en Universidad Católica
En 2009 sigue con Universidad Católica. En el Torneo de Apertura fue el goleador del equipo con 10 tantos. A comienzos del 2010 fue pretendido por varios clubes de Sudamérica, entre ellos Millonarios de Colombia y Barcelona del Ecuador. Mirosevic terminó por descartar las propuestas para continuar en Universidad Católica, donde se convierte en Goleador de la Primera División y Campeón del Bicentenario.
Luego de rechazarse una oferta del Atlante de México, estuvo en la pretemporada con Universidad Católica, pero finalmente el 14 de enero de 2011 se concreta el traspaso, a cambio de 525 mil dólares, al Al Ain de los Emiratos Árabes Unidos. Al no poder ser inscrito por el equipo árabe, se realizó la cesión de Mirosevic a Universidad Católica hasta mediados del 2011.
Mirosevic debía regresar a los Emiratos Árabes, pero luego de una serie de descoordinaciones y de inclusive una oferta de Universidad de Chile, finalmente el jugador regresó a Universidad Católica. En su condición de capitán vigente, apoyó la aspiración de los hinchas de Universidad Católica de ser locales en San Carlos ante cualquier rival del fútbol chileno. Finalmente, el 16 de octubre, por primera vez desde 1998, Universidad Católica recibe a Colo Colo en San Carlos de Apoquindo ganándole por 4 goles a 0, Mirosevic dijo presente con dos goles. Tras esto, Mirosevic se convirtió en el jugador de la UC que más goles le ha convertido a Colo-Colo (8 goles). Esto último, más el récord que posee de convertir en más clásicos universitarios seguidos (5 clásicos), con 7 goles y 8 en total ante Universidad de Chile lo convierten en uno de los grandes ídolos de la UC.
En 2011 disputó la final de la Copa Chile 2011 ante Magallanes, la ida se disputó en San Carlos de Apoquindo y favoreció 1-0 a Magallanes, con gol de Paulo Cárdenas. El partido de vuelta se jugó en el estadio Santa Laura-Universidad SEK. A dos minutos del final, Gazale convirtió el gol del triunfo para su equipo. Debido a que igualaron 1-1 en el marcador global, se debió definir el título a través de tiros desde el punto penal. Universidad Católica se impuso 4-2 en esa instancia y Mirosevic levantó el cuarto título de Copa Chile para el club.

### Columbus Crew

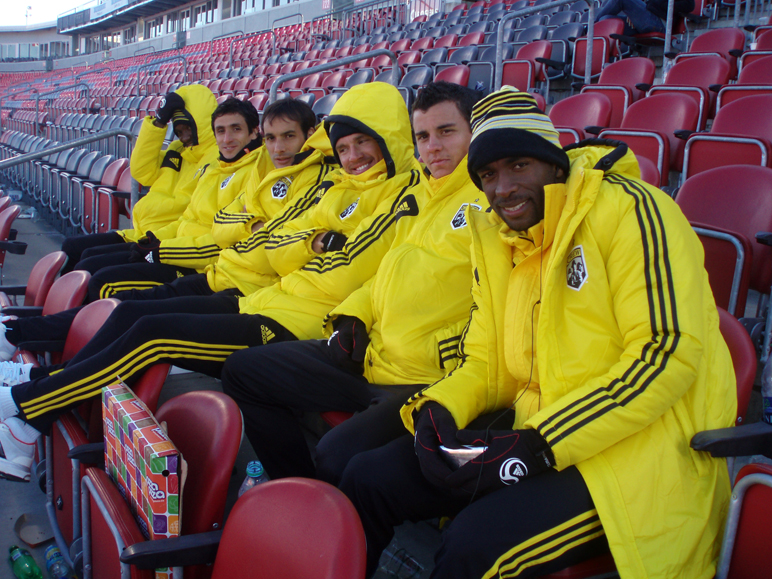

El 4 de enero de 2012 el club estadounidense Columbus Crew confirma su fichaje. Así, a los 31 años parte nuevamente al extranjero, esta vez para jugar en la Major League Soccer.

### Tercera etapa en Universidad Católica
El 2013 se concreta su regreso a Universidad Católica tras varias conversaciones con la dirigencia cruzada, siendo su tercera estadía en el club que lo vio nacer. El 1 de agosto de 2013, ante Cerro Porteño por el partido de ida de la primera ronda de la Copa Sudamericana, Mirosevic jugó su encuentro número 300 por la Universidad Católica, convirtiéndose en el cuarto jugador cruzado en superar esa barrera, tras Mario Lepe (639), Alberto Fouillioux (371) y Rodrigo Barrera (349).
El 27 de octubre de 2013 convierte su octavo gol en un clásico universitario, convirtiéndose en el segundo jugador de Universidad Católica que más goles ha convertido a Universidad de Chile, sumado a ser el jugador con más goles convertidos a su otro clásico rival Colo Colo.

### Unión Española
Tras una horrible salida de Universidad Católica, luego de que la dirigencia del club no quiso renovarle el vínculo con la institución, el 17 de mayo de 2014, a través de la página oficial del club, Unión Española confirmó su contratación por dos años. El 26 de julio de 2014, en un partido válido por el Apertura 2014, marcó el único gol con que Unión Española derrotó a su exequipo, la Universidad Católica.

### Cuarta etapa en Universidad Católica
En julio de 2016, después de su breve paso por Unión Española, el recién presidente de Cruzados SADP, Juan Tagle, quiso repatriar al jugador para que se retire futbolísticamente en el club que lo vio nacer, es así como firma por un año con la institución, con la propuesta de incorporarse posteriormente al trabajo con las divisiones inferiores del club.
Tras una serie de lesiones tras su regreso a la franja, solo disputó dos encuentros con el club, con el cual ganó la Supercopa de Chile 2016 y el Torneo Apertura 2016. El 21 de agosto de 2017, tras las recaídas de sus lesiones, en una conferencia de prensa anunció su retiro del fútbol profesional. Uno de los mayores ídolos y capitán del cuadro cruzado se retiró como uno de los goleadores en ambos clásicos de la institución Colo-Colo - UC y clásico universitario, con 8 y 7 goles, respectivamente, y a 2017 se retiró como el sexto máximo goleador del club con 96 goles en 338 partidos.

## Selección nacional

### Selecciones menores
Por la selección, en 1997 jugó el Campeonato Sudamericano Sub-17 de Paraguay, integrando la oncena ideal del certamen y clasificando al Mundial de Egipto. En 1999 disputó el Sudamericano Sub-20 que otorgaba pasajes al Mundial de Nigeria, sin lograr la clasificación.
En el año 2000 fue miembro de la selección chilena Sub-23 que en los Juegos Olímpicos de Sídney 2000 obtuvo medalla de bronce, pero debido a que fue en calidad de reserva —igual que Johnny Herrera y Andrés Oroz—, no recibió la medalla.
| Torneo                      | Sede      | Resultado    |
| --------------------------- | --------- | ------------ |
| Sudamericano Sub-17 de 1997 | Paraguay  | Primera fase |
| Sudamericano Sub-20 de 1999 | Argentina | Quinto Lugar |

### Selección adulta
Debutó en la selección adulta el 21 de marzo de 2001, siendo nominado por Pedro García en la derrota de Chile ante Honduras en un partido amistoso. Una semana después, ingresó a los 26' en el partido ante Perú, válido por las Clasificatorias para el Mundial de 2002. Fue reemplazado por Rodrigo Ruiz a los 77' en la derrota de Chile por 1:3.
Posteriormente fue parte activa del proceso de la selección de Juvenal Olmos que participó en las Eliminatorias para el Mundial de Alemania 2006. En ese proceso marcó 2 goles, uno contra Argentina en el Monumental de River y otro contra Uruguay en el Estadio Nacional de Santiago. A pesar de eso, no lograron clasificar.
En las Eliminatorias para el Mundial de Sudáfrica 2010, fue convocado por el técnico Marcelo Bielsa para los partidos de la primera rueda contra Uruguay y Paraguay, pero fue suplente en ambos partidos. Tras 4 años sin ser nominado, el 10 de noviembre de 2011 fue citado de urgencia por el nuevo DT de la Roja, Claudio Borghi, luego de que otros jugadores no llegaran en condiciones para jugar, nuevamente contra Uruguay y Paraguay, en las eliminatorias a Brasil 2014. Ingresó ante Uruguay en los últimos 30 minutos, donde Chile perdió por 0-4, y ante Paraguay ingresó los últimos 7 minutos, donde triunfó la Roja por 2-0.

#### Participaciones en Copas del Mundo
| Mundial                  | Sede   | Resultado    | Partidos | Goles |
| ------------------------ | ------ | ------------ | -------- | ----- |
| Copa Mundial Sub-17 1997 | Egipto | Primera Fase | 3        | 1     |

#### Participaciones en Copas América
| Torneo            | Sede | Resultado    | Partidos | Goles |
| ----------------- | ---- | ------------ | -------- | ----- |
| Copa América 2004 | Perú | Primera Fase | 3        | 0     |

#### Participaciones en Clasificatorias a Copas del Mundo
| Eliminatorias                  | País                | Resultado   | Posición   | Partidos | Goles |
| ------------------------------ | ------------------- | ----------- | ---------- | -------- | ----- |
| Eliminatorias Corea-Japón 2002 | Corea del Sur Japón | Eliminado   | 10.º lugar | 1        | 0     |
| Eliminatorias Alemania 2006    | Alemania            | Eliminado   | 7.º lugar  | 13       | 2     |
| Eliminatorias Sudáfrica 2010   | Sudáfrica           | Clasificado | 2° lugar   | 0        | 0     |
| Eliminatorias Brasil 2014      | Brasil              | Clasificado | 3° lugar   | 2        | 0     |

### Partidos internacionales
Actualizado hasta el 15 de noviembre de 2011.
| \| 1 \| 21 de marzo de 2001 \| Estadio Olímpico Metropolitano, San Pedro Sula, Honduras \| Honduras \| 3-1 \| Chile \| \| Amistoso \| \| \| \| 2 \| 27 de marzo de 2001 \| Estadio Nacional del Perú, Lima, Perú \| Perú \| 3-1 \| Chile \| \| Clasificatorias a Corea-Japón 2002 \| \| \| \| 3 \| 30 de marzo de 2003 \| Estadio Nacional, Santiago, Chile \| Chile \| 2-0 \| Perú \| \| Amistoso \| \| \| \| 4 \| 2 de abril de 2003 \| Estadio Nacional del Perú, Lima, Perú \| Perú \| 3-1 \| Chile \| \| Amistoso \| \| \| \| 5 \| 30 de abril de 2003 \| Estadio Nacional, Santiago, Chile \| Chile \| 1-0 \| Costa Rica \| \| Amistoso \| \| \| \| 6 \| 8 de junio de 2003 \| Estadio Ricardo Saprissa Aymá, San José, Costa Rica \| Costa Rica \| 1-0 \| Chile \| \| Amistoso \| \| \| \| 7 \| 11 de junio de 2003 \| Estadio Olímpico Metropolitano, San Pedro Sula, Honduras \| Honduras \| 1-2 \| Chile \| Amistoso \| \| \| \| \| 8 \| 6 de septiembre de 2003 \| Estadio Antonio Vespucio Liberti, Buenos Aires, Argentina \| Argentina \| 2-2 \| Chile \| \| Clasificatorias a Alemania 2006 \| \| \| \| 9 \| 9 de septiembre de 2003 \| Estadio Nacional, Santiago, Chile \| Chile \| 2-1 \| Perú \| \| Clasificatorias a Alemania 2006 \| \| \| \| 10 \| 15 de noviembre de 2003 \| Estadio Centenario, Montevideo, Uruguay \| Uruguay \| 2-1 \| Chile \| \| Clasificatorias a Alemania 2006 \| \| \| \| 11 \| 18 de noviembre de 2003 \| Estadio Nacional, Santiago, Chile \| Chile \| 0-1 \| Paraguay \| \| Clasificatorias a Alemania 2006 \| \| \| \| 12 \| 1 de junio de 2004 \| Polideportivo de Pueblo Nuevo, San Cristóbal, Venezuela \| Venezuela \| 0-1 \| Chile \| \| Clasificatorias a Alemania 2006 \| \| \| \| 13 \| 6 de junio de 2004 \| Estadio Nacional, Santiago, Chile \| Chile \| 1-1 \| Brasil \| \| Clasificatorias a Alemania 2006 \| \| \| \| 14 \| 8 de julio de 2004 \| Estadio Monumental de la UNSA, Arequipa, Perú \| Brasil \| 1-0 \| Chile \| \| Copa América 2004 \| \| \| \| 15 \| 11 de julio de 2004 \| Estadio Monumental de la UNSA, Arequipa, Perú \| Chile \| 1-1 \| Paraguay \| \| Copa América 2004 \| \| \| \| 16 \| 14 de julio de 2004 \| Estadio Jorge Basadre, Tacna, Perú \| Chile \| 1-2 \| Costa Rica \| \| Copa América 2004 \| \| \| \| 17 \| 5 de septiembre de 2004 \| Estadio Nacional, Santiago, Chile \| Chile \| 0-0 \| Colombia \| \| Clasificatorias a Alemania 2006 \| \| \| \| 18 \| 10 de octubre de 2004 \| Estadio Olímpico Atahualpa, Quito, Ecuador \| Ecuador \| 2-0 \| Chile \| \| Clasificatorias a Alemania 2006 \| \| \| \| 19 \| 13 de noviembre de 2004 \| Estadio Nacional, Santiago, Chile \| Chile \| 0-0 \| Argentina \| \| Clasificatorias a Alemania 2006 \| \| \| \| 20 \| 26 de marzo de 2005 \| Estadio Nacional, Santiago, Chile \| Chile \| 1-1 \| Uruguay \| \| Clasificatorias a Alemania 2006 \| \| \| \| 21 \| 30 de marzo de 2005 \| Estadio Defensores del Chaco, Asunción, Paraguay \| Paraguay \| 2-1 \| Chile \| \| Clasificatorias a Alemania 2006 \| \| \| \| 22 \| 8 de octubre de 2005 \| Estadio Metropolitano Roberto Meléndez, Barranquilla, Chile \| Colombia \| 1-1 \| Chile \| \| Clasificatorias a Alemania 2006 \| \| \| \| 23 \| 12 de octubre de 2005 \| Estadio Nacional, Santiago, Chile \| Chile \| 0-0 \| Ecuador \| \| Clasificatorias a Alemania 2006 \| \| \| \| 24 \| 11 de noviembre de 2011 \| Estadio Centenario, Montevideo, Uruguay \| Uruguay \| 4-0 \| Chile \| \| Clasificatorias a Brasil 2014 \| \| \| \| 25 \| 15 de noviembre de 2011 \| Estadio Nacional, Santiago, Chile \| Chile \| 2-0 \| Paraguay \| \| Clasificatorias a Brasil 2014 \| \| \| \| Total \| Total \| Total \| Presencias \| 25 \| Goles \| 3 \| \| \| \| |                         |                                                             |            |           |            |          |                                    |  |  |
| N.º | Fecha                   | Estadio                                                     | Local      | Resultado | Visitante  | Goles    | Competición                        |  |  |
| 1 | 21 de marzo de 2001     | Estadio Olímpico Metropolitano, San Pedro Sula, Honduras    | Honduras   | 3-1       | Chile      |          | Amistoso                           |  |  |
| 2 | 27 de marzo de 2001     | Estadio Nacional del Perú, Lima, Perú                       | Perú       | 3-1       | Chile      |          | Clasificatorias a Corea-Japón 2002 |  |  |
| 3 | 30 de marzo de 2003     | Estadio Nacional, Santiago, Chile                           | Chile      | 2-0       | Perú       |          | Amistoso                           |  |  |
| 4 | 2 de abril de 2003      | Estadio Nacional del Perú, Lima, Perú                       | Perú       | 3-1       | Chile      |          | Amistoso                           |  |  |
| 5 | 30 de abril de 2003     | Estadio Nacional, Santiago, Chile                           | Chile      | 1-0       | Costa Rica |          | Amistoso                           |  |  |
| 6 | 8 de junio de 2003      | Estadio Ricardo Saprissa Aymá, San José, Costa Rica         | Costa Rica | 1-0       | Chile      |          | Amistoso                           |  |  |
| 7 | 11 de junio de 2003     | Estadio Olímpico Metropolitano, San Pedro Sula, Honduras    | Honduras   | 1-2       | Chile      | Amistoso |                                    |  |  |
| 8 | 6 de septiembre de 2003 | Estadio Antonio Vespucio Liberti, Buenos Aires, Argentina   | Argentina  | 2-2       | Chile      |          | Clasificatorias a Alemania 2006    |  |  |
| 9 | 9 de septiembre de 2003 | Estadio Nacional, Santiago, Chile                           | Chile      | 2-1       | Perú       |          | Clasificatorias a Alemania 2006    |  |  |
| 10 | 15 de noviembre de 2003 | Estadio Centenario, Montevideo, Uruguay                     | Uruguay    | 2-1       | Chile      |          | Clasificatorias a Alemania 2006    |  |  |
| 11 | 18 de noviembre de 2003 | Estadio Nacional, Santiago, Chile                           | Chile      | 0-1       | Paraguay   |          | Clasificatorias a Alemania 2006    |  |  |
| 12 | 1 de junio de 2004      | Polideportivo de Pueblo Nuevo, San Cristóbal, Venezuela     | Venezuela  | 0-1       | Chile      |          | Clasificatorias a Alemania 2006    |  |  |
| 13 | 6 de junio de 2004      | Estadio Nacional, Santiago, Chile                           | Chile      | 1-1       | Brasil     |          | Clasificatorias a Alemania 2006    |  |  |
| 14 | 8 de julio de 2004      | Estadio Monumental de la UNSA, Arequipa, Perú               | Brasil     | 1-0       | Chile      |          | Copa América 2004                  |  |  |
| 15 | 11 de julio de 2004     | Estadio Monumental de la UNSA, Arequipa, Perú               | Chile      | 1-1       | Paraguay   |          | Copa América 2004                  |  |  |
| 16 | 14 de julio de 2004     | Estadio Jorge Basadre, Tacna, Perú                          | Chile      | 1-2       | Costa Rica |          | Copa América 2004                  |  |  |
| 17 | 5 de septiembre de 2004 | Estadio Nacional, Santiago, Chile                           | Chile      | 0-0       | Colombia   |          | Clasificatorias a Alemania 2006    |  |  |
| 18 | 10 de octubre de 2004   | Estadio Olímpico Atahualpa, Quito, Ecuador                  | Ecuador    | 2-0       | Chile      |          | Clasificatorias a Alemania 2006    |  |  |
| 19 | 13 de noviembre de 2004 | Estadio Nacional, Santiago, Chile                           | Chile      | 0-0       | Argentina  |          | Clasificatorias a Alemania 2006    |  |  |
| 20 | 26 de marzo de 2005     | Estadio Nacional, Santiago, Chile                           | Chile      | 1-1       | Uruguay    |          | Clasificatorias a Alemania 2006    |  |  |
| 21 | 30 de marzo de 2005     | Estadio Defensores del Chaco, Asunción, Paraguay            | Paraguay   | 2-1       | Chile      |          | Clasificatorias a Alemania 2006    |  |  |
| 22 | 8 de octubre de 2005    | Estadio Metropolitano Roberto Meléndez, Barranquilla, Chile | Colombia   | 1-1       | Chile      |          | Clasificatorias a Alemania 2006    |  |  |
| 23 | 12 de octubre de 2005   | Estadio Nacional, Santiago, Chile                           | Chile      | 0-0       | Ecuador    |          | Clasificatorias a Alemania 2006    |  |  |
| 24 | 11 de noviembre de 2011 | Estadio Centenario, Montevideo, Uruguay                     | Uruguay    | 4-0       | Chile      |          | Clasificatorias a Brasil 2014      |  |  |
| 25 | 15 de noviembre de 2011 | Estadio Nacional, Santiago, Chile                           | Chile      | 2-0       | Paraguay   |          | Clasificatorias a Brasil 2014      |  |  |
| Total | Total                   | Total                                                       | Presencias | 25        | Goles      | 3        |                                    |  |  |

| Selección chilena | Selección chilena | Selección chilena |
| Año               | Partidos          | Goles             |
| ----------------- | ----------------- | ----------------- |
| 2001              | 2                 | 0                 |
| 2003              | 9                 | 2                 |
| 2004              | 8                 | 0                 |
| 2005              | 4                 | 1                 |
| 2011              | 2                 | 0                 |
| Total             | 25                | 3                 |

## Estadísticas
- Actualizado al último partido disputado el 29 de abril de 2017.

| Club | Div.          | Temporada     | Liga  | Liga  | Copas nacionales(1) | Copas nacionales(1) | Torneos internacionales(2) | Torneos internacionales(2) | Total(3) | Total(3) | Media goleadora |
| Club | Div.          | Temporada     | Part. | Goles | Part.               | Goles               | Part.                      | Goles                      | Part.    | Goles    | Media goleadora |
| --- | ------------- | ------------- | ----- | ----- | ------------------- | ------------------- | -------------------------- | -------------------------- | -------- | -------- | --------------- |
| Universidad Católica · Chile | 1.ª           | 1997          | 2     | 0     | —                   | —                   | —                          | —                          | 2        | 0        | 0.00            |
| Universidad Católica · Chile | 1.ª           | 1998          | 11    | 1     | ??                  | ??                  | —                          | —                          | 11       | 1        | 0.09            |
| Universidad Católica · Chile | 1.ª           | 1999          | 11    | 0     | ??                  | ??                  | —                          | —                          | ??       | ??       | ??              |
| Universidad Católica · Chile | 1.ª           | 2000          | 22    | 5     | ??                  | 0                   | 6                          | 1                          | ??       | ??       | ??              |
| Universidad Católica · Chile | 1.ª           | 2001          | 21    | 4     | —                   | —                   | —                          | —                          | ??       | ??       | ??              |
| Universidad Católica · Chile | 1.ª           | 2002          | 41    | 15    | —                   | —                   | 8                          | 2                          | ??       | ??       | ??              |
| Racing Club Argentina | 1.ª           | 2003          | 15    | 3     | —                   | —                   | 6                          | 2                          | 21       | 5        | 0.24            |
| Racing Club Argentina | 1.ª           | 2004          | 26    | 4     | —                   | —                   | —                          | —                          | 26       | 4        | 0.15            |
| Racing Club Argentina | 1.ª           | 2005          | 27    | 2     | —                   | —                   | —                          | —                          | 27       | 2        | 0.07            |
| Racing Club Argentina | 1.ª           | 2006          | 23    | 2     | —                   | —                   | —                          | —                          | 23       | 2        | 0.09            |
| Racing Club Argentina | Total club    | Total club    | 91    | 11    | 0                   | 0                   | 6                          | 2                          | 97       | 13       | 0.13            |
| Beitar Jerusalén Israel | 1.ª           | 2006-07       | 32    | 5     | —                   | —                   | —                          | —                          | 32       | 5        | 0.16            |
| Beitar Jerusalén Israel | 1.ª           | 2007          | 9     | 0     | —                   | —                   | 2                          | 0                          | 11       | 0        | 0.00            |
| Beitar Jerusalén Israel | Total club    | Total club    | 41    | 5     | 0                   | 0                   | 2                          | 0                          | 43       | 5        | 0.12            |
| Argentinos Juniors Argentina | 1.ª           | 2008          | 7     | 1     | —                   | —                   | —                          | —                          | 7        | 1        | 0.14            |
| Argentinos Juniors Argentina | Total club    | Total club    | 7     | 1     | 0                   | 0                   | 0                          | 0                          | 7        | 1        | 0.14            |
| Universidad Católica · Chile | 1.ª           | 2008          | 16    | 4     | —                   | —                   | 5                          | 2                          | 21       | 6        | 0.29            |
| Universidad Católica · Chile | 1.ª           | 2009          | 38    | 16    | —                   | —                   | —                          | —                          | 38       | 16       | 0.42            |
| Universidad Católica · Chile | 1.ª           | 2010          | 32    | 19    | 5                   | 5                   | 7                          | 0                          | 44       | 24       | 0.55            |
| Universidad Católica · Chile | 1.ª           | 2011          | 22    | 7     | 3                   | 0                   | 6                          | 2                          | 31       | 9        | 0.29            |
| Columbus Crew Estados Unidos | 1.ª           | 2012          | 26    | 4     | —                   | —                   | —                          | —                          | 26       | 4        | 0.15            |
| Columbus Crew Estados Unidos | Total club    | Total club    | 26    | 4     | 0                   | 0                   | 0                          | 0                          | 26       | 4        | 0.15            |
| Universidad Católica · Chile | 1.ª           | 2013          | 9     | 1     | 2                   | 1                   | —                          | —                          | 11       | 2        | 0.18            |
| Universidad Católica · Chile | 1.ª           | 2013-14       | 29    | 6     | 6                   | 0                   | 5                          | 1                          | 40       | 7        | 0.18            |
| Unión Española · Chile | 1.ª           | 2014-15       | 28    | 8     | 9                   | 0                   | —                          | —                          | 37       | 8        | 0.22            |
| Unión Española · Chile | 1.ª           | 2015-16       | 17    | 4     | 9                   | 1                   | —                          | —                          | 26       | 5        | 0.19            |
| Unión Española · Chile | Total club    | Total club    | 45    | 12    | 18                  | 1                   | 0                          | 0                          | 63       | 13       | 0.21            |
| Universidad Católica · Chile | 1.ª           | 2016-17       | 2     | 0     | —                   | —                   | —                          | —                          | 2        | 0        | 0.00            |
| Universidad Católica · Chile | Total club    | Total club    | 254   | 78    | 47                  | 10                  | 37                         | 8                          | 338      | 96       | 0.28            |
| Total carrera | Total carrera | Total carrera | 464   | 111   | 65                  | 11                  | 45                         | 10                         | 574      | 132      | 0.23            |
| (1) Incluye datos de Copa Chile y Liguillas. (2) Incluye datos de UEFA Champions League, Copa Libertadores y Copa Sudamericana. (3) No incluye goles en partidos amistosos. |               |               |       |       |                     |                     |                            |                            |          |          |                 |

## Palmarés

### Campeonatos nacionales
| Título             | Equipo               | País   | Año     |
| ------------------ | -------------------- | ------ | ------- |
| Primera División   | Universidad Católica | Chile  | 2002-A  |
| Ligat ha'Al        | Beitar Jerusalén     | Israel | 2006/07 |
| Primera División   | Universidad Católica | Chile  | 2010    |
| Copa Chile         | Universidad Católica | Chile  | 2011    |
| Supercopa de Chile | Universidad Católica | Chile  | 2016    |
| Primera División   | Universidad Católica | Chile  | 2016-A  |

### Distinciones individuales
| Distinción                                 | Año  |
| ------------------------------------------ | ---- |
| Mejor Volante del Campeonato Chileno       | 2009 |
| Goleador de la Primera División de Chile   | 2010 |
| Parte del Equipo Ideal de El Gráfico Chile | 2010 |